# あさかぜ (列車)

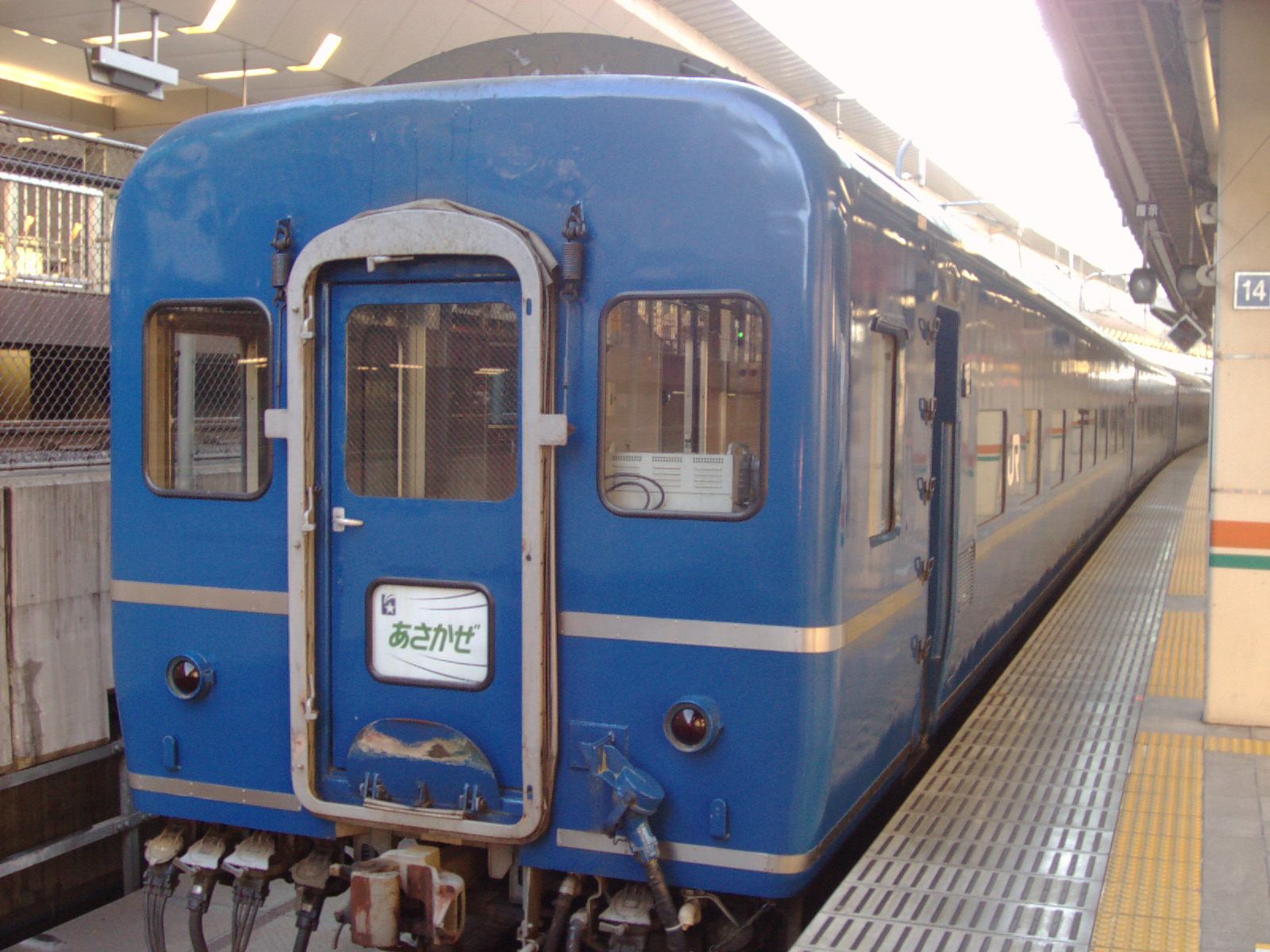
「あさかぜ」に使用された
24系客車

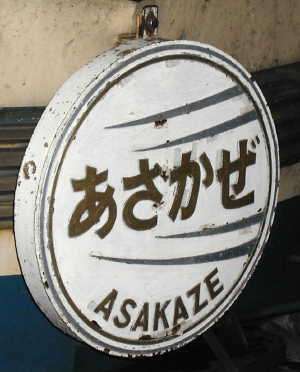
「あさかぜ」ヘッドマーク

あさかぜは、1956年（昭和31年）から2005年（平成17年）まで東京駅 - 下関駅・博多駅間を東海道本線・山陽本線・鹿児島本線経由で運行していた日本国有鉄道（国鉄）・JRの寝台特別急行列車である。また、このページでは、関連した東京と主に山陽地方・福岡県を結んだ急行列車の沿革についても記述する。

## 概要
国鉄が1956年（昭和31年）に東京 - 博多間に設定した寝台特急であり、ブルートレインの先駆けとして、また、東海道・山陽本線および九州内の代表格列車の一つとして知られた。その後1958年（昭和33年）には冷暖房完備の20系客車が新造投入され、国鉄を代表する花形列車として人気を集めた。20系客車は「日本最初のブルートレイン」として「あさかぜ」に投入された。また、関西圏を深夜に走行して東京と九州を直通させる列車ダイヤは、以降の同様な直通列車の設定に大きな影響があったとされる。当初は二等寝台車のちにA寝台の割合が高かった編成の豪華さから、殿様列車・殿様あさかぜと通称された。
ベッドはもちろん、自販機、トイレ、食堂、シャワー、公衆電話が装備され、東京-博多間の移動手段としては早い時間に到着でき、航空機、自動車・バスに対する安全性、船舶に対しては安定輸送で有利とされ比較対象となった。ただ、1日1便の定期運行であり、便数や編成を変更できず、盆休みや年末年始などは特に繁忙期となり家族連れや複数人での隣席チケット確保は終始困難であった。
1970年代以降は、航空機・東海道・山陽新幹線・高速バスが台頭したため、まずは優等旅客が航空機利用への転移によって減少しはじめ、1975年（昭和50年）には全A個室寝台車ナロネ20形の連結が廃止された。さらに1970年代後半以降の国鉄運賃・料金の大幅な値上げなどによってB寝台車の利用者も減少していった。運行後期の乗車率は20 - 30%程度 と低迷していた。285系電車の投入計画もあったが実現しなかった。このため、東京 - 博多間の1往復が1994年（平成6年）12月2日に定期運転を終了 し、2000年（平成12年）12月を最後に臨時列車としても運行を終了、東京 - 下関間の1往復も、2005年（平成17年）3月に廃止された。
他のブルートレインと同様、通常のイス型座席は乗車定員に対して不足しており、就寝時以外もベッドへの腰掛けや、ベッド上での着座が必要であった。

### 列車名称の由来
あさかぜは「朝に吹く風」というさわやかなイメージから。列車名の選定に際しては、「夜行列車は天体にちなむ名前」となっていたが、同時に「特別急行列車では鳥ないしは自然現象に由来するものまたは、日本を象徴するもの」となっていた。そのことから「特別急行列車」という点を意識したものが重視された。
当初は「富士」を使用する予定とされていたが、富士山の麓に近い富士駅付近を通過するのは夜間（下り）・早朝（上り）に掛かり見づらいことから、特急列車という点を意識し「朝に吹く風」というさわやかなイメージをもつ「あさかぜ」に決まったとされる。

## 廃止直前の運行概況

### 停車駅
東京駅 - 横浜駅 - 熱海駅 - 静岡駅 - （浜松駅） - （名古屋駅） - 〔大阪駅〕 - 〔姫路駅〕 - 岡山駅 - 〔倉敷駅〕 - 〔新倉敷駅〕 - 福山駅 - 尾道駅 - 三原駅 - 西条駅 - 広島駅 - 宮島口駅 - 岩国駅 - 柳井駅 - 下松駅 - 徳山駅 - 防府駅 - 新山口駅 - 宇部駅 - 下関駅
- （　）は下り列車のみ停車、〔　〕は上り列車のみ停車
- その他、下り列車が米原駅・大阪駅に、上り列車が名古屋・米原駅に運転停車していた。

### 担当乗務員区所
- 運転士は各自社線内を担当した。
- 車掌は全区間JR西日本下関地域鉄道部下関乗務員センターが担当していた。但し、下りの東京 → 広島間は広島車掌区が担当した。

### 使用車両
西日本旅客鉄道（JR西日本）の下関地域鉄道部下関車両管理室に所属していた24系25形客車が使用されていた。
なお、下りは岩国 - 下関間、上りは下関 - 広島間において立席特急券でB寝台を普通座席車扱いで利用できた（寝台券も参照）。

## 「あさかぜ」の沿革

### 「あさかぜ」の設定
- 1956年（昭和31年）11月19日：このときのダイヤ改正にて、日本における第二次世界大戦後初の夜行特急列車として東京 - 博多間に「あさかぜ」を運行開始。
もともと「あさかぜ」の運行に際しては、それぞれ昼行列車であるが、東海道本線で運行していた特急列車である「つばめ」・「はと」と、山陽本線運行の「かもめ」の所要時間を合算した17時間30分を目安に設定したとされる。「つばめ」・「はと」は、本改正時で全区間電気機関車による牽引に改めて東京 - 大阪間を7時間30分、「かもめ」は京都 - 博多間で関門間を除き全区間蒸気機関車牽引で10時間40分で運行されていた。この17時間30分は単純に重複する京都 - 大阪間の所要時間を除いた時間であった。実際の「あさかぜ」のダイヤとしては、両特急の到達時分を合算した17時間30分から、停車時間などの短縮5分を差し引いた17時間25分というダイヤが設定された[8]。
また、戦前の「富士」は1944年（昭和19年）の運行末期には東京 - 博多間は20時間3分として設定されていたが、この所要時間では当時すでに22時間程度で運行されていた東京対九州急行列車群と遜色がなくなった。しかし、その運行時間が問題となった。理論上、考え得る時間帯は以下のとおりであった。
  1. 「かもめ」の設定時にすでに検討されたとされる山陽特急の東京駅乗り入れ不可の代替。つまり、「かもめ」上り方始終着駅である京都駅、または大阪駅で東京駅方面の夜行急行列車「彗星」・「明星」に接続するダイヤを1列車にまとめる。この場合、設定された時間であると深夜に東京駅を発つ形になり、東京圏での利用が期待できない。
  2. 戦前の「富士」のダイヤでは午後東京駅出発し、出発日内に大阪駅に到着。翌昼博多駅に到着するダイヤを組んでいた。この場合では22時間程度で運行していた急行列車群の内、山陽本線を夜行列車とする列車群と大差がなかった。また、東海道本線部分では当時の「つばめ」・「はと」の内どちらかを延長する形とするか、特急の続行運転の形となり、また山陽本線で夜行急行列車を追い抜く形となり、不効率となる。
  3. 夕刻に東京駅を出発。関西圏を深夜帯に通過し、翌朝博多駅に到着。しかし、この際に関西圏の扱いをどうするかという問題が生じる。

「あさかぜ」のダイヤを決定する際に上記の3案のうち第3案を採用したのは、すでに関西圏を無視してでも東京対中国・九州圏を直通する需要が認められたことや、航空機の深夜便「ムーンライト号」の存在があったためとされている。
しかし、関西圏を深夜に通過させる案は大阪鉄道局からの強い反発を招いた。これに対する推進派の西部総支配人篠原武司は、九州側ダイヤを「あさかぜ」運行を前提で組んで承認を受けた後「大阪が反対するのなら、大阪駅は通さず同駅北を通る北方貨物線を経由して運転させる、迷惑はかけない」と言って説得したという[9][10]。
結局、関西始発の九州方面急行列車「玄海」・「天草」を同時に登場させるということで、関西側が折れることになった。また、深夜ではあるが、京都駅・大阪駅・神戸駅では客扱い停車をすることになった[注釈 1][10]。
関西圏を深夜に通過するダイヤはほとんど例のない設定であったが、東京対九州間のビジネス利用に最適な時間帯設定となり、下記のような編成でありながら高い乗車率を達成するという成功を収めた。のちに、この東京対九州間の夜行特急列車群を「九州特急」と称するようになった[10]。

- 1957年（昭和32年）3月19日：「あさかぜ」の混雑緩和のため東京 - 広島間で増結を行う（編成の詳細）。
  - 7月20日：「あさかぜ」混雑緩和のため、東京 - 博多間を運行する不定期夜行特急列車「さちかぜ」が運行される。
    - 「さちかぜ」は名目上臨時列車格となる「不定期列車」として運行されたが、実際には毎日運行となった。また、運行ダイヤは「あさかぜ」の下り30分後、上り30分後と続行運転となった。

  - 10月1日：「さちかぜ」定期列車化。運行区間を東京 - 長崎間とする。また、「あさかぜ」の編成組成を一部変更。「あさかぜ」の全車両東京 - 博多間の運行となる。
    - この「さちかぜ」はのちに「平和」（へいわ） → 「さくら」となる。

### 20系固定編成客車「あさかぜ」の登場
- 1958年（昭和33年）10月1日：「あさかぜ」に新たに開発された20系客車に置き換えられる。
  - 「あさかぜ」の食堂車担当が日本食堂から都ホテルに移行。従来の日本食堂営業クルーは「はやぶさ」の食堂車営業に移行する。
- 1960年（昭和35年）：年末年始の臨時列車として「臨時あさかぜ」を東京 - 熊本間で運行（下り基準・12月24日 - 1月14日、上りは1日繰り下げ）。
  - 「あさかぜ」の名称で博多以南に運行されたのはこの時だけ。のちのダイヤ改正で不定期特急「みずほ」として毎日運行される。
- 1961年（昭和36年）10月1日："サンロクトオ"のダイヤ改正により、東海道本線・山陽本線で客車を使用した特急列車が「あさかぜ」を含めた九州方面の夜行特急のみとなり[11]、列車番号が従来の7・8列車から3・4列車となる。
- 1964年（昭和39年）
  - 3月20日：前1963年（昭和38年）12月20日に実施した東京 - 広島間の牽引電気機関車をEF58形からEF60形への交代に伴う「あさかぜ」編成の変更を実施。「あさかぜ」に一等寝台車が集中するいわゆる「殿様あさかぜ」として著名となる編成を組んだ。そのときの編成は下記を参照されたい。
- 1965年（昭和40年）10月1日：この日までに、1964年（昭和39年）6月から始まった「あさかぜ」ほか九州特急の一等座席車以外の全車寝台化が完成[12]。
- 1968年（昭和43年）10月1日：臨時列車として運行されていた：「あさかぜ」の1往復を定期化して、2往復体制となる。
- 1970年（昭和45年）10月1日：東京 - 広島間を呉線経由で運行されていた寝台急行列車「安芸」を格上げ統合。「あさかぜ」3往復体制となる。
  - ただし、格上げされた特急列車「あさかぜ」の方は山陽本線経由であり、運行時間帯も多少異なる。この列車は、東京 - 下関間を運行、「あさかぜ」（下り）3号・（上り）1号とした。
- 1972年（昭和47年）
  - 3月15日：東京 - 博多間運行の1往復「あさかぜ」（下り）2号・（上り）3号を14系客車に置き換える。
  - 7月15日：博多発着列車で20系客車で運行されている「あさかぜ」（下り）1号・（上り）2号の編成を変更。個室2両を含むA寝台車5両とグリーン車が1両連なる編成となる。そのときの編成は下記を参照されたい。

### 山陽新幹線全通後

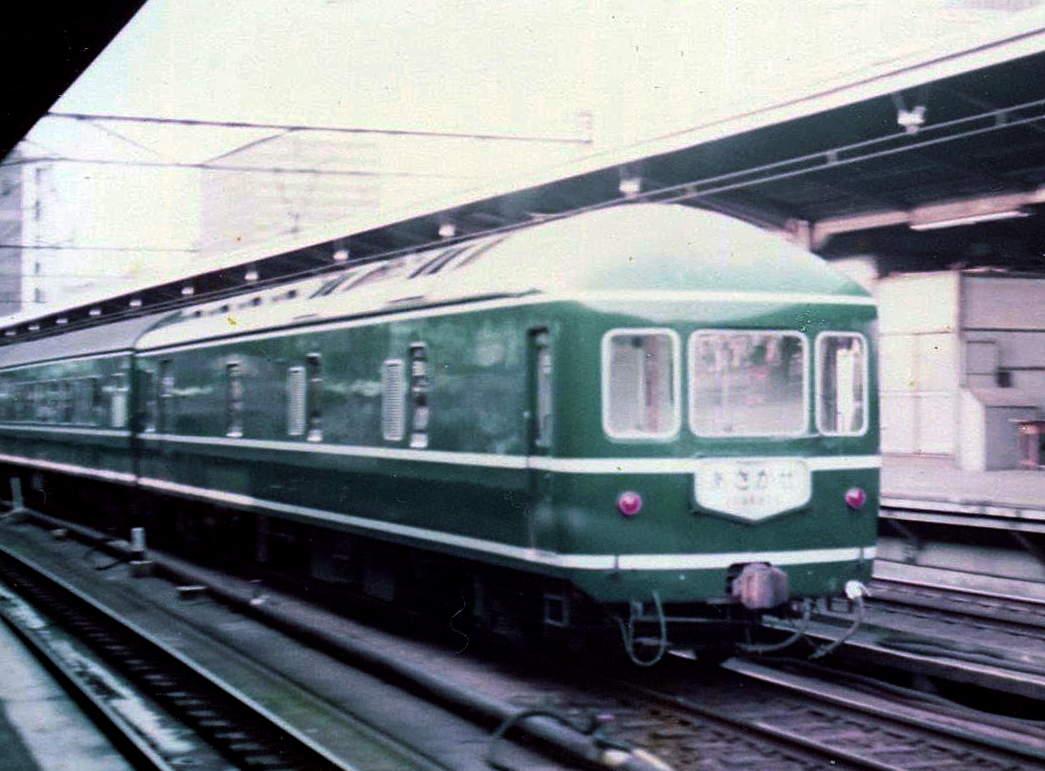
20系「あさかぜ」
（東京駅）

- 1975年（昭和50年）3月10日：山陽新幹線博多駅開業によるダイヤ改正を実施。
  1. 「あさかぜ」の運行体系を変更。14系客車を使用した博多発着「あさかぜ」（下り）2号・（上り）3号を廃止し、「あさかぜ」2往復体制となる。
  2. 20系客車を使用した博多発着便に連結していたグリーン車の連結と20系客車では唯一の全室個室寝台車であったナロネ20形の連結を終了。このときの編成図は下記を参照されたい。また、食堂車担当であった都ホテルが新幹線食堂車営業移行により日本食堂門司営業所に移管する。
  3. 下関発着便は「瀬戸」と共通運用化された。このときの編成図は下記を参照されたい。
- 1976年（昭和51年）8月：51号に24系25形客車を使用。臨時ながら東京発着の寝台特急として初の2段B寝台投入。
- 1977年（昭和52年）9月28日：下関運行便を、24系25形客車に置き換え[注釈 2]。電源車および荷物車はカニ24形100番台を使用、食堂車の連結はなし。
- 1978年（昭和53年）2月1日：東京発便を1・3号に、着便を2・4号に変更。博多発着便も、24系25形客車に置き換える[注釈 3]。電源車および荷物車はカニ24形100番台を使用、食堂車のみオシ24形を連結。
  - このとき、食堂車は新たに製造を行わず、先に24系25形に置き換えられていた「富士」「はやぶさ」「出雲」の食堂車を基本編成から途中駅折り返しの付属編成に連結を変更して車両を捻出した。

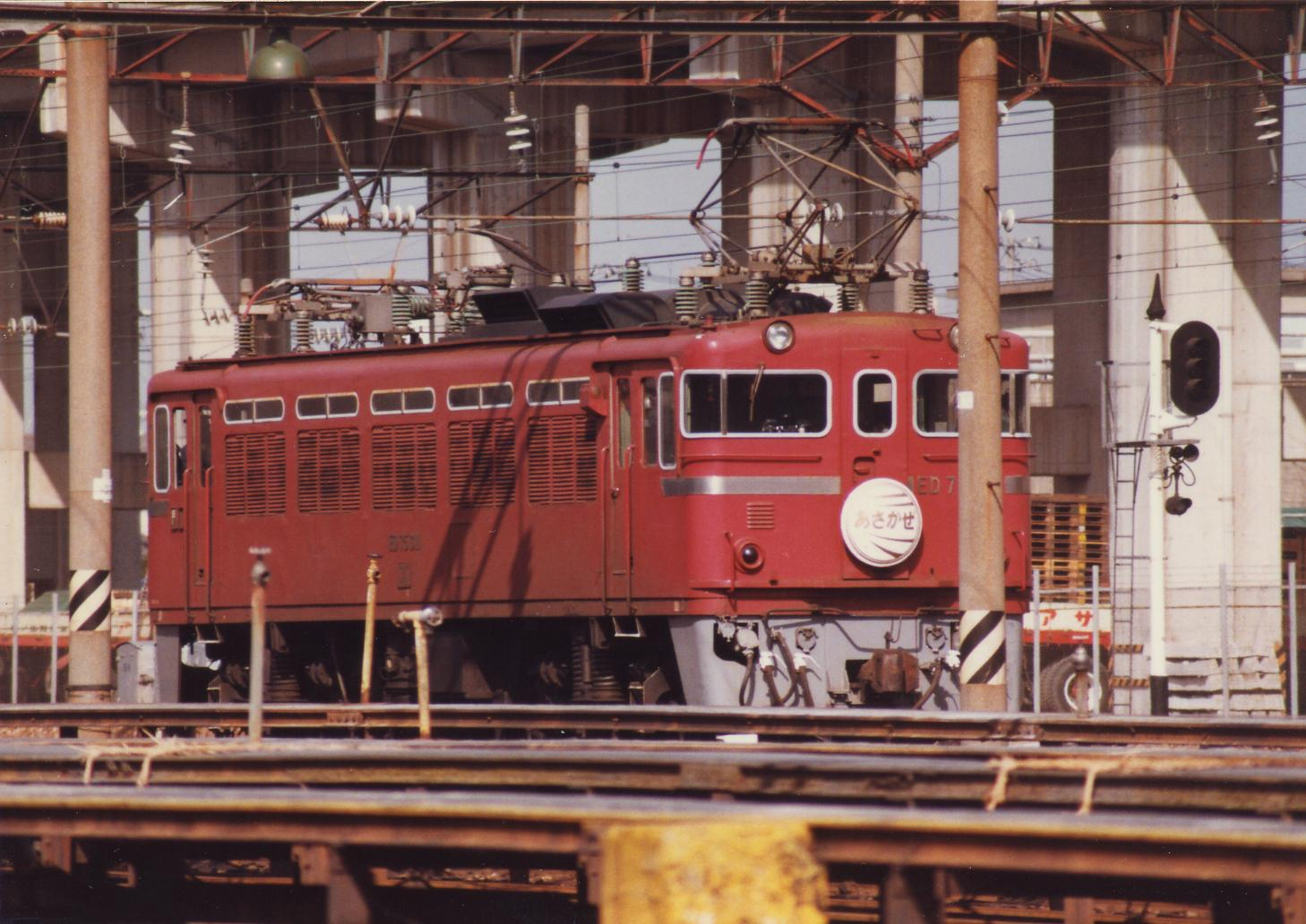
ED75「あさかぜ」ヘッドマーク付き
（竹下客車区）

- 1986年（昭和61年） 11月29日：1・4号のB寝台車、オハネフ25形100番台と200番台とオハネ25形0番台とオハネ25形100番台と200番台と食堂車のオシ24形0番台とA個室寝台車のオロネ25形0番台のグレードアップを行う。オハネ24形0番台（3両）からの改造車4人用B個室寝台車オハネ24形700番台「カルテット」の連結も開始[13]。 オロネ25形（3両）からの改造車一人用Ａ個室寝台車オロネ25形700番台シングルDXの連結とオシ24形0番台（5両）からの改造車オシ24形700番台食堂車の連結を開始。
- 1987年（昭和62年）3月14日：「あさかぜ1・4号」に、（シャワー室とミニロビー室を兼ねた）オハネ25形100番台からの改造車二人用B個室寝台車スハネ25形700番台「デュエット」を連結開始。1985年（昭和60年）から1986年（昭和61年）にかけて向日町運転所からオハネ25形0番台の一部（オハネ25形）が品川転入して博多行き九州寝台特急「あさかぜ」1・4号と浜田行き山陽寝台特急「出雲」1・4号の一部で使用を開始した。

### 国鉄分割民営化以降

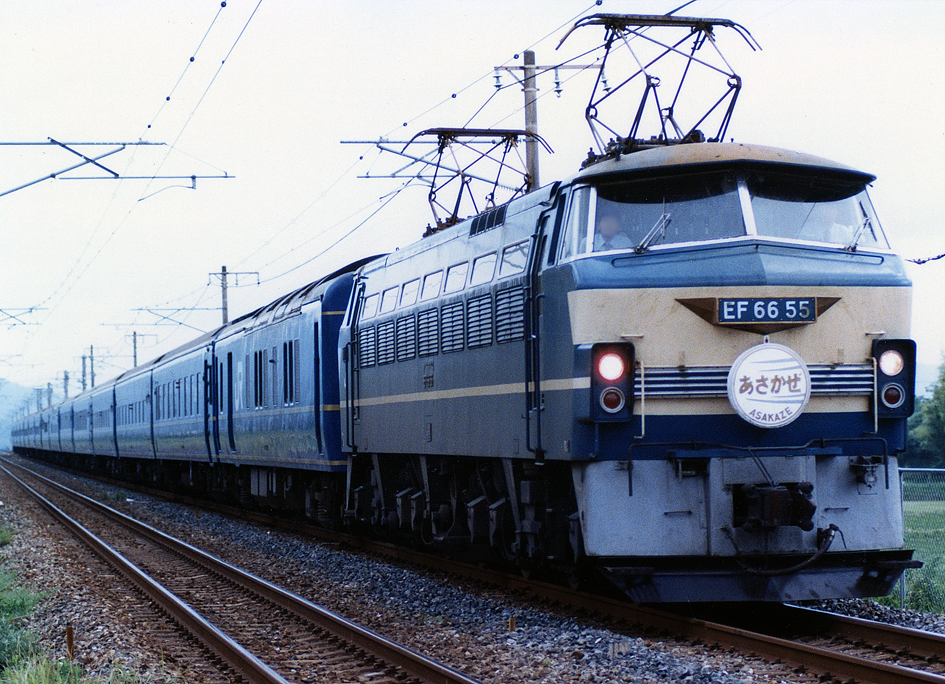
EF66 55牽引24系25形「あさかぜ1号」
（1988年）

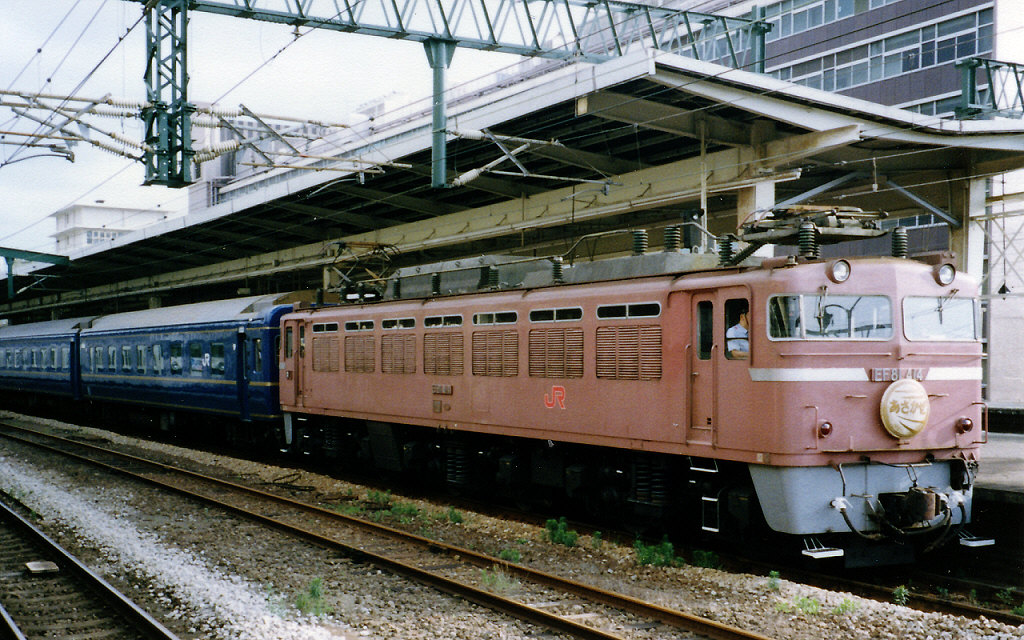
EF81形400番台牽引24系25形「あさかぜ4号」
（博多駅）

- 1987年（昭和62年）4月1日：国鉄分割民営化に伴い、博多発着便を東日本旅客鉄道（JR東日本）が、下関発着便をJR西日本が担当するようになる。尚、博多発着便にもJR西日本の客車が充当される事も有った。

- 1990年（平成2年）3月10日：2・3号に、1人用個室A寝台車とミニロビーとシャワー室を備えた車両の連結を開始。「瀬戸」と「あさかぜ2・3号」にオハネフ25形100番台（3両）からの改造車オハネフ25形300番台（荷物車およびB寝台車）を兼ねた車両の連結を開始、電源車および荷物車の連結は中止。
- 1990年（平成2年）:門司駅での機関車付け替えを廃止。下関 - 博多間はEF81形400番台が通しで牽引することとなった。
- 1993年（平成5年）3月18日：1・4号の食堂車営業を休止[14]。
- 1994年（平成6年）12月3日：このときのダイヤ改正に伴い以下のように変更。
  1. 1・4号が、81・82号として臨時列車に格下げ。これにより、定期「あさかぜ」は九州に乗り入れなくなる。
    - 車両は、14系14形尾久車または24系25形広島車・24系25形下関車・14系15形熊本車（団体用）9両とされる。

  2. 2・3号は全車両が下関駅直通運転となる。
- 1997年（平成9年）：長野新幹線（当時）の車内販売従業員確保のために車内販売および売店営業を中止。
- 2000年（平成12年）：12月の運行を最後に81・82号を廃止。
- 2004年（平成16年）10月27日 - 11月27日：大阪駅工事に伴い、深夜に運転停車する下り下関行き列車が同駅を通れないため、茨木 - 尼崎間を北方貨物線経由で迂回運転。
- 2005年（平成17年）3月1日：廃止。
  - 最終列車となった2月28日の寝台券は、下関行き列車は発売開始後30秒で、東京行き列車は発売開始後90秒で完売した[3]。
  - 上り東京行き列車は「2005.2.28」の日付が付いた特別ヘッドマークを装着して運行された。

## 使用車両・編成の歴史

### 車両用途と等級の変遷
下表に、「あさかぜ」に使用された車両とその用途・座席の等級を示す。
旧国鉄では1960年（昭和35年）6月30日まで三等級制度下で、1969年（昭和44年）5月9日まで二等級制度下で運賃・特別急行料金・寝台料金が決められた。そのため、時期により一等車と二等車の定義が異なる。本列車の登場時から1960年（昭和35年）6月30日までの二等寝台車および1969年（昭和44年）5月9日まの一等寝台車は使用車種・寝台装備の関係で、ABCの三段階での表記をおこなった。そのため、単一運賃制度を採用した1969年（昭和44年）5月10日以降のA寝台・B寝台との混用を避けるため、1960年（昭和35年）6月30日までの二等寝台車については「二等寝台車 (A) 」、1969年（昭和44年）5月9日までは「一等寝台車 (A) 」のように表記する。
| 車両形式                        | 車両形式               | 1960年6月まで      | 1969年5月まで      | 1969年5月から          |
| ------------------------------- | ---------------------- | ------------------ | ------------------ | ---------------------- |
| 在来形車両                      | 20系客車               | 1960年6月まで      | 1969年5月まで      | 1969年5月から          |
|                                 | マニ20・カニ21・カニ22 | 電源・荷物合造車   | 電源・荷物合造車   | 電源・荷物合造車       |
| スハニ32・オハニ36              |                        | 三等・荷物合造車   | -                  | -                      |
| マシ35・オシ17                  | ナシ20                 | 食堂車             | 食堂車             | 食堂車                 |
|                                 | ナロネ20               | 二等寝台車 (A)     | 一等寝台車 (A)     | 個室A寝台車            |
|                                 | ナロネ21               | 二等寝台車 (B)     | 一等寝台車 (B)     | 開放式A寝台車          |
|                                 | ナロネ22               | 二等寝台車 (A) (B) | 一等寝台車 (A) (B) | 個室・開放合造 A寝台車 |
| マロネ40                        |                        | 二等寝台車 (A) (B) | -                  | -                      |
| マロネ29・マロネフ29            |                        | 二等寝台車 (C)     | -                  | -                      |
| スロ54・ナロ10                  |                        | 二等車             | 一等車             | -                      |
|                                 | ナロ20                 | 二等車             | 一等車             | グリーン車             |
| ナハネ10・ナハネ11・ スハネ30形 | ナハネ20               | 三等寝台車         | 二等寝台車         | B寝台車                |
| ナハネ10・ナハネ11・ スハネ30形 | ナハネフ20・21・22・23 | 三等寝台車         | 二等寝台車         | B寝台車                |
| ナハ10・ナハフ10・スハフ43      | ナハ20・ナハフ20       | 三等車             | 二等車             | -                      |

- 本列車の場合、座席車はすべての等級・座席種別で座席指定席として扱われた。

### 登場時・在来形客車による編成
20系客車が登場した1958年（昭和33年）10月まで、特急列車の号車表記は進行方向から1号車、2号車と表示した。
本表では下り博多行き列車の場合を基準とした表記（左から1号車、2号車…）を行う。上り東京行き列車の場合は図の右側が進行方向となるが、実際の号車表記は右端の車両から1号車、2号車…の順であった。
| あさかぜ |           |           |           |           |         |           |         |         |           |             |
| ← 博多東京 → |           |           |           |           |         |           |         |         |           |             |
| \| 号車 \| 1 \| 2 \| 3 \| 4 \| 5 \| 6 \| 7 \| 8 \| 9 \| 10 \| \| 車両 形式 \| スハニ 32[16] \| ナハネ 10 \| ナハネ 10 \| ナハネ 10 \| ナハ 10 \| ナハフ 10 \| マシ 35 \| スロ 54 \| マロネ 40 \| マロネフ 29 \| |           |           |           |           |         |           |         |         |           |             |
| 号車 | 1         | 2         | 3         | 4         | 5       | 6         | 7       | 8       | 9         | 10          |
| 車両 形式 | スハニ 32 | ナハネ 10 | ナハネ 10 | ナハネ 10 | ナハ 10 | ナハフ 10 | マシ 35 | スロ 54 | マロネ 40 | マロネフ 29 |

| あさかぜ |           |           |             |         |         |           |           |           |         |           |         |           |
| ← 博多東京 → |           |           |             |         |         |           |           |           |         |           |         |           |
| \| 号車 \| 1 \| 2 \| 3 \| 4 \| 5 \| 6 \| 7 \| 8 \| 9 \| 10 \| 増1 \| 増2 \| \| 車両 形式 \| スハニ 32[16] \| マロネ 40 \| マロネフ 29 \| スロ 54 \| マシ 35 \| ナハネ 10 \| ナハネ 10 \| ナハネ 10 \| ナハ 10 \| ナハフ 10 \| ナハ 10 \| ナハフ 10 \| |           |           |             |         |         |           |           |           |         |           |         |           |
| - 増1・2号車は東京 - 広島連結 - 1957年5月ごろより、2 - 3号車間に「増結車」としてマロネ40形車両を全区間増結 |           |           |             |         |         |           |           |           |         |           |         |           |
| 号車 | 1         | 2         | 3           | 4       | 5       | 6         | 7         | 8         | 9       | 10        | 増1     | 増2       |
| 車両 形式 | スハニ 32 | マロネ 40 | マロネフ 29 | スロ 54 | マシ 35 | ナハネ 10 | ナハネ 10 | ナハネ 10 | ナハ 10 | ナハフ 10 | ナハ 10 | ナハフ 10 |

| さちかぜ |             |           |         |         |           |           |         |         |           |
| ← 博多東京 → |             |           |         |         |           |           |         |         |           |
| \| 号車 \| 1 \| 2 \| 3 \| 4 \| 5 \| 6 \| 7 \| 8 \| 9 \| \| 車両 形式 \| マロネフ 29 \| マロネ 40 \| スロ 54 \| マシ 35 \| ナハネ 10 \| ナハネ 10 \| ナハ 11 \| ナハ 11 \| ナハフ 11 \| |             |           |         |         |           |           |         |         |           |
| 号車 | 1           | 2         | 3       | 4       | 5         | 6         | 7       | 8       | 9         |
| 車両 形式 | マロネフ 29 | マロネ 40 | スロ 54 | マシ 35 | ナハネ 10 | ナハネ 10 | ナハ 11 | ナハ 11 | ナハフ 11 |

| あさかぜ |           |           |           |           |         |         |           |           |           |         |           |
| ← 博多東京 → |           |           |           |           |         |         |           |           |           |         |           |
| \| 号車 \| 1 \| 2 \| 3 \| 4 \| 5 \| 6 \| 7 \| 8 \| 9 \| 10 \| 11 \| \| 車両 形式 \| スハニ 32[16] \| マロネ 40 \| マロネ 40 \| マロネ 29 \| ナロ 10 \| オシ 17 \| ナハネ 10 \| ナハネ 10 \| ナハネ 10 \| ナハ 10 \| ナハフ 10 \| |           |           |           |           |         |         |           |           |           |         |           |
| - ナハネ10形車両の代わりにナハネ11形車両を用いる場合もあった。 |           |           |           |           |         |         |           |           |           |         |           |
| 号車 | 1         | 2         | 3         | 4         | 5       | 6       | 7         | 8         | 9         | 10      | 11        |
| 車両 形式 | スハニ 32 | マロネ 40 | マロネ 40 | マロネ 29 | ナロ 10 | オシ 17 | ナハネ 10 | ナハネ 10 | ナハネ 10 | ナハ 10 | ナハフ 10 |

### 20系客車投入後
1958年（昭和33年）10月1日
20系客車に置き換え。 
| |          |          |          |        |        |          |          |          |          |          |        |          |
| ← 博多東京 → |          |          |          |        |        |          |          |          |          |          |        |          |
| \| \| \| \| \| \| \| \| \| \| \| \| \| \| \| 号車 \| 1 \| 2 \| 3 \| 4 \| 5 \| 6 \| 7 \| 8 \| 9 \| 10 \| 11 \| 12 \| \| マニ20 \| ナロネ20 \| ナロネ21 \| ナロネ21 \| ナロ20 \| ナシ20 \| ナハネ20 \| ナハネ20 \| ナハネ20 \| ナハネ20 \| ナハネ20 \| ナハ20 \| ナハフ20 \| |          |          |          |        |        |          |          |          |          |          |        |          |
| |          |          |          |        |        |          |          |          |          |          |        |          |
| |          |          |          |        |        |          |          |          |          |          |        |          |
| 号車 | 1        | 2        | 3        | 4      | 5      | 6        | 7        | 8        | 9        | 10       | 11     | 12       |
| マニ20 | ナロネ20 | ナロネ21 | ナロネ21 | ナロ20 | ナシ20 | ナハネ20 | ナハネ20 | ナハネ20 | ナハネ20 | ナハネ20 | ナハ20 | ナハフ20 |

|        |          |          |          |        |        |          |          |          |          |          |        |          |
| 号車   | 1        | 2        | 3        | 4      | 5      | 6        | 7        | 8        | 9        | 10       | 11     | 12       |
| マニ20 | ナロネ20 | ナロネ21 | ナロネ21 | ナロ20 | ナシ20 | ナハネ20 | ナハネ20 | ナハネ20 | ナハネ20 | ナハネ20 | ナハ20 | ナハフ20 |

1959年（昭和34年）7月20日
「さくら」に20系が導入。同時に「あさかぜ」は13両編成ながらナロネ21形を1両増結。 
| |          |          |          |          |        |        |          |          |          |          |        |          |
| ← 博多東京 → |          |          |          |          |        |        |          |          |          |          |        |          |
| \| \| \| \| \| \| \| \| \| \| \| \| \| \| \| 号車 \| 1 \| 2 \| 3 \| 4 \| 5 \| 6 \| 7 \| 8 \| 9 \| 10 \| 11 \| 12 \| \| マニ20 \| ナロネ20 \| ナロネ21 \| ナロネ21 \| ナロネ21 \| ナロ20 \| ナシ20 \| ナハネ20 \| ナハネ20 \| ナハネ20 \| ナハネ20 \| ナハ20 \| ナハフ20 \| |          |          |          |          |        |        |          |          |          |          |        |          |
| |          |          |          |          |        |        |          |          |          |          |        |          |
| |          |          |          |          |        |        |          |          |          |          |        |          |
| 号車 | 1        | 2        | 3        | 4        | 5      | 6      | 7        | 8        | 9        | 10       | 11     | 12       |
| マニ20 | ナロネ20 | ナロネ21 | ナロネ21 | ナロネ21 | ナロ20 | ナシ20 | ナハネ20 | ナハネ20 | ナハネ20 | ナハネ20 | ナハ20 | ナハフ20 |

|        |          |          |          |          |        |        |          |          |          |          |        |          |
| 号車   | 1        | 2        | 3        | 4        | 5      | 6      | 7        | 8        | 9        | 10       | 11     | 12       |
| マニ20 | ナロネ20 | ナロネ21 | ナロネ21 | ナロネ21 | ナロ20 | ナシ20 | ナハネ20 | ナハネ20 | ナハネ20 | ナハネ20 | ナハ20 | ナハフ20 |

1960年（昭和35年）7月20日
「はやぶさ」に20系が導入。同時に「あさかぜ」はナロネ21形を1両増結し14両編成化。
| |          |          |          |          |          |        |        |          |          |          |          |        |          |
| ← 博多東京 → |          |          |          |          |          |        |        |          |          |          |          |        |          |
| \| \| \| \| \| \| \| \| \| \| \| \| \| \| \| \| 号車 \| 1 \| 2 \| 3 \| 4 \| 5 \| 6 \| 7 \| 8 \| 9 \| 10 \| 11 \| 12 \| 13 \| \| カニ21 \| ナロネ20 \| ナロネ21 \| ナロネ21 \| ナロネ21 \| ナロネ21 \| ナロ20 \| ナシ20 \| ナハネ20 \| ナハネ20 \| ナハネ20 \| ナハネ20 \| ナハ20 \| ナハフ20 \| |          |          |          |          |          |        |        |          |          |          |          |        |          |
| |          |          |          |          |          |        |        |          |          |          |          |        |          |
| |          |          |          |          |          |        |        |          |          |          |          |        |          |
| 号車 | 1        | 2        | 3        | 4        | 5        | 6      | 7      | 8        | 9        | 10       | 11       | 12     | 13       |
| カニ21 | ナロネ20 | ナロネ21 | ナロネ21 | ナロネ21 | ナロネ21 | ナロ20 | ナシ20 | ナハネ20 | ナハネ20 | ナハネ20 | ナハネ20 | ナハ20 | ナハフ20 |

|        |          |          |          |          |          |        |        |          |          |          |          |        |          |
| 号車   | 1        | 2        | 3        | 4        | 5        | 6      | 7      | 8        | 9        | 10       | 11       | 12     | 13       |
| カニ21 | ナロネ20 | ナロネ21 | ナロネ21 | ナロネ21 | ナロネ21 | ナロ20 | ナシ20 | ナハネ20 | ナハネ20 | ナハネ20 | ナハネ20 | ナハ20 | ナハフ20 |

1960年（昭和35年）12月 
臨時「あさかぜ」運行。翌1961年（昭和36年）10月登場の「みずほ」の元となるが、登場時の使用車両とは大いに異なり、臨時列車ながら20系客車を意識した車両を用いた。
| 表・編・話・歴・PJR・PJRN・C |            |            |            |            |            |            |            |                       |                       |                       |                       |                       |
| 臨時「あさかぜ」 |            |            |            |            |            |            |            |                       |                       |                       |                       |                       |
| ← 熊本東京 → |            |            |            |            |            |            |            |                       |                       |                       |                       |                       |
| \| 号車 \| 1 \| 2 \| 3 \| 4 \| 5 \| 6 \| 7 \| 8 \| 9 \| 10 \| 11 \| 12 \| \| 座席 \| 2 \| 1B \| 1B \| 2s \| 2s \| 2s \| 2 \| 2s \| 2s \| 2s \| 2s \| 2 \| \| 使用 車両 \| スハフ 43 \| オロネ 10 \| オロネ 10 \| ナハネ 11 \| スハネ 30 \| スハネ 30 \| スハフ 43 \| スハネ 30 \| スハネ 30 \| スハネ 30 \| スハネ 30 \| スハフ 43 \| \| 区間 \| 全区間連結 \| 全区間連結 \| 全区間連結 \| 全区間連結 \| 全区間連結 \| 全区間連結 \| 全区間連結 \| 東京駅 - 博多駅間連結 \| 東京駅 - 博多駅間連結 \| 東京駅 - 博多駅間連結 \| 東京駅 - 博多駅間連結 \| 東京駅 - 博多駅間連結 \| |            |            |            |            |            |            |            |                       |                       |                       |                       |                       |
| 凡例 1B=一等寝台車(B) 1=一等座席車 2s=二等寝台車 2=二等座席車 D=食堂車 一等寝台車の等級については、こちら・A寝台を参照のこと。 |            |            |            |            |            |            |            |                       |                       |                       |                       |                       |
| 号車 | 1          | 2          | 3          | 4          | 5          | 6          | 7          | 8                     | 9                     | 10                    | 11                    | 12                    |
| 座席 | 2          | 1B         | 1B         | 2s         | 2s         | 2s         | 2          | 2s                    | 2s                    | 2s                    | 2s                    | 2                     |
| 使用 車両 | スハフ 43  | オロネ 10  | オロネ 10  | ナハネ 11  | スハネ 30  | スハネ 30  | スハフ 43  | スハネ 30             | スハネ 30             | スハネ 30             | スハネ 30             | スハフ 43             |
| 区間 | 全区間連結 | 全区間連結 | 全区間連結 | 全区間連結 | 全区間連結 | 全区間連結 | 全区間連結 | 東京駅 - 博多駅間連結 | 東京駅 - 博多駅間連結 | 東京駅 - 博多駅間連結 | 東京駅 - 博多駅間連結 | 東京駅 - 博多駅間連結 |

1963年（昭和38年）12月20日 
東京 - 広島間の牽引機をEF58形からEF60形500番台に変更。
これにより牽引定数が向上し、「みずほ」から転入する形でナロネ22形を1両増結。
これに伴い「あさかぜ」は20系の一等寝台車全形式を組み込んだ唯一の寝台特急となり、座席車ナロ20形を含めて7両が一等車という、昭和47年から昭和50年までのいわゆる、殿様あさかぜよりも豪華な編成で最盛期を迎えた。
| |          |          |          |          |          |          |        |        |          |          |          |          |        |          |
| ← 博多東京 → |          |          |          |          |          |          |        |        |          |          |          |          |        |          |
| \| \| \| \| \| \| \| \| \| \| \| \| \| \| \| \| \| 号車 \| 1 \| 2 \| 3 \| 4 \| 5 \| 6 \| 7 \| 8 \| 9 \| 10 \| 11 \| 12 \| 13 \| 14 \| \| カニ21 \| ナロネ20 \| ナロネ22 \| ナロネ21 \| ナロネ21 \| ナロネ21 \| ナロネ21 \| ナロ20 \| ナシ20 \| ナハネ20 \| ナハネ20 \| ナハネ20 \| ナハネ20 \| ナハ20 \| ナハフ20 \| |          |          |          |          |          |          |        |        |          |          |          |          |        |          |
| |          |          |          |          |          |          |        |        |          |          |          |          |        |          |
| |          |          |          |          |          |          |        |        |          |          |          |          |        |          |
| 号車 | 1        | 2        | 3        | 4        | 5        | 6        | 7      | 8      | 9        | 10       | 11       | 12       | 13     | 14       |
| カニ21 | ナロネ20 | ナロネ22 | ナロネ21 | ナロネ21 | ナロネ21 | ナロネ21 | ナロ20 | ナシ20 | ナハネ20 | ナハネ20 | ナハネ20 | ナハネ20 | ナハ20 | ナハフ20 |

|        |          |          |          |          |          |          |        |        |          |          |          |          |        |          |
| 号車   | 1        | 2        | 3        | 4        | 5        | 6        | 7      | 8      | 9        | 10       | 11       | 12       | 13     | 14       |
| カニ21 | ナロネ20 | ナロネ22 | ナロネ21 | ナロネ21 | ナロネ21 | ナロネ21 | ナロ20 | ナシ20 | ナハネ20 | ナハネ20 | ナハネ20 | ナハネ20 | ナハ20 | ナハフ20 |

### 1968年10月1日ダイヤ改正・2往復体制化
1968年（昭和43年）10月1日
ヨンサントオのダイヤ改正により、2往復体制となる。
| |          |          |          |          |          |          |        |        |          |          |          |          |          |            |
| ← 博多東京 → |          |          |          |          |          |          |        |        |          |          |          |          |          |            |
| \| \| \| \| \| \| \| \| \| \| \| \| \| \| \| \| \| 号車 \| 1 \| 2 \| 3 \| 4 \| 5 \| 6 \| 7 \| 8 \| 9 \| 10 \| 11 \| 12 \| 13 \| 14 \| \| カニ21 \| ナロネ20 \| ナロネ22 \| ナロネ21 \| ナロネ21 \| ナロネ21 \| ナハネ20 \| ナロ20 \| ナシ20 \| ナハネ20 \| ナハネ20 \| ナハネ20 \| ナハネ20 \| ナハネ20 \| ナハネフ22 \| |          |          |          |          |          |          |        |        |          |          |          |          |          |            |
| |          |          |          |          |          |          |        |        |          |          |          |          |          |            |
| |          |          |          |          |          |          |        |        |          |          |          |          |          |            |
| 号車 | 1        | 2        | 3        | 4        | 5        | 6        | 7      | 8      | 9        | 10       | 11       | 12       | 13       | 14         |
| カニ21 | ナロネ20 | ナロネ22 | ナロネ21 | ナロネ21 | ナロネ21 | ナハネ20 | ナロ20 | ナシ20 | ナハネ20 | ナハネ20 | ナハネ20 | ナハネ20 | ナハネ20 | ナハネフ22 |

|        |          |          |          |          |          |          |        |        |          |          |          |          |          |            |
| 号車   | 1        | 2        | 3        | 4        | 5        | 6        | 7      | 8      | 9        | 10       | 11       | 12       | 13       | 14         |
| カニ21 | ナロネ20 | ナロネ22 | ナロネ21 | ナロネ21 | ナロネ21 | ナハネ20 | ナロ20 | ナシ20 | ナハネ20 | ナハネ20 | ナハネ20 | ナハネ20 | ナハネ20 | ナハネフ22 |

| 表・編・話・歴・PJR・PJRN・C |          |           |           |           |          |           |             |           |           |           |           |           |           |             |
| ← 博多駅東京駅 → |          |           |           |           |          |           |             |           |           |           |           |           |           |             |
| \| \| \| 基本編成 \| 基本編成 \| 基本編成 \| 基本編成 \| 基本編成 \| 基本編成 \| 付属編成 \| 付属編成 \| 付属編成 \| 付属編成 \| 付属編成 \| \| \| \| 号車 \| 1 \| 2 \| 3 \| 4 \| 5 \| 6 \| 7 \| 8 \| 9 \| 10 \| 11 \| 12 \| 13 \| 14 \| \| カニ 21 \| ナロネ22 \| ナハネ 20 \| ナハネ 20 \| ナハネ 20 \| ナシ 20 \| ナハネ 20 \| ナハネフ 23 \| ナロネ 21 \| ナハネ 20 \| ナハネ 20 \| ナハネ 20 \| ナハネ 20 \| ナハネ 20 \| ナハネフ 22 \| |          |           |           |           |          |           |             |           |           |           |           |           |           |             |
| 運用については、下記を参照のこと。車両詳細については、国鉄20系客車を参照のこと。 |          |           |           |           |          |           |             |           |           |           |           |           |           |             |
| |          | 基本編成  | 基本編成  | 基本編成  | 基本編成 | 基本編成  | 基本編成    | 付属編成  | 付属編成  | 付属編成  | 付属編成  | 付属編成  |           |             |
| 号車 | 1        | 2         | 3         | 4         | 5        | 6         | 7           | 8         | 9         | 10        | 11        | 12        | 13        | 14          |
| カニ 21 | ナロネ22 | ナハネ 20 | ナハネ 20 | ナハネ 20 | ナシ 20  | ナハネ 20 | ナハネフ 23 | ナロネ 21 | ナハネ 20 | ナハネ 20 | ナハネ 20 | ナハネ 20 | ナハネ 20 | ナハネフ 22 |

|         |          | 基本編成  | 基本編成  | 基本編成  | 基本編成 | 基本編成  | 基本編成    | 付属編成  | 付属編成  | 付属編成  | 付属編成  | 付属編成  |           |             |
| 号車    | 1        | 2         | 3         | 4         | 5        | 6         | 7           | 8         | 9         | 10        | 11        | 12        | 13        | 14          |
| カニ 21 | ナロネ22 | ナハネ 20 | ナハネ 20 | ナハネ 20 | ナシ 20  | ナハネ 20 | ナハネフ 23 | ナロネ 21 | ナハネ 20 | ナハネ 20 | ナハネ 20 | ナハネ 20 | ナハネ 20 | ナハネフ 22 |

| 連結時期                  | 列車名                         | 基本編成                | 付属編成            | 備考 |
| ------------------------- | ------------------------------ | ----------------------- | ------------------- | --- |
| 1968年10月1日 - 1972年3月 | 「さくら」                     | 東京駅 - 長崎駅間       | 東京駅 - 佐世保駅間 | 付属編成の肥前山口駅 - 佐世保駅間は 簡易電源車「マヤ20形」を8号車前頭に連結。 早岐駅- 佐世保駅間 逆編成 |
| 1968年10月1日 - 1972年3月 | 「あさかぜ」 下り 2号 上り 1号 | 東京駅 - 博多駅間       | 東京駅 - 下関駅間   | 1970年（昭和45年）10月1日より、 「あさかぜ（下り・上りとも）2号」に変更                                 |
| 1972年3月 - 7月           | 「はやぶさ」                   | 東京駅 - 西鹿児島駅間   | 東京駅 - 長崎駅間   | 付属編成の鳥栖駅 - 長崎駅間は 簡易電源車「マヤ20形」を8号車前頭に連結。                                 |
| 1972年3月 - 7月           | 「あかつき」 下り 1号 上り 3号 | 新大阪駅 - 西鹿児島駅間 | 新大阪駅 - 長崎駅間 | 付属編成の鳥栖駅 - 長崎駅間は 簡易電源車「マヤ20形」を8号車前頭に連結。                                 |

### 昭和40年代後半・モノクラス制下
1970年（昭和45年）10月1日
東京 - 下関間の1往復を増発。
編成は東京 - 博多間運行の（下り）1・2号、（上り）2・3号と同様。
| 表・編・話・歴・PJR・PJRN・C |           |           |           |           |          |           |             |           |           |           |           |           |           |             |
| ← 下関駅東京 → |           |           |           |           |          |           |             |           |           |           |           |           |           |             |
| \| \| \| 基本編成 \| 基本編成 \| 基本編成 \| 基本編成 \| 基本編成 \| 基本編成 \| 付属編成 \| 付属編成 \| 付属編成 \| 付属編成 \| 付属編成 \| \| \| \| 号車 \| 1 \| 2 \| 3 \| 4 \| 5 \| 6 \| 7 \| 8 \| 9 \| 10 \| 11 \| 12 \| 13 \| 14 \| \| カニ 21 \| ナロネ 21 \| ナハネ 20 \| ナハネ 20 \| ナハネ 20 \| ナシ 20 \| ナハネ 20 \| ナハネフ 23 \| ナロネ 21 \| ナハネ 20 \| ナハネ 20 \| ナハネ 20 \| ナハネ 20 \| ナハネ 20 \| ナハネフ 22 \| |           |           |           |           |          |           |             |           |           |           |           |           |           |             |
| 付属編成は東京 - 広島間 |           |           |           |           |          |           |             |           |           |           |           |           |           |             |
| |           | 基本編成  | 基本編成  | 基本編成  | 基本編成 | 基本編成  | 基本編成    | 付属編成  | 付属編成  | 付属編成  | 付属編成  | 付属編成  |           |             |
| 号車 | 1         | 2         | 3         | 4         | 5        | 6         | 7           | 8         | 9         | 10        | 11        | 12        | 13        | 14          |
| カニ 21 | ナロネ 21 | ナハネ 20 | ナハネ 20 | ナハネ 20 | ナシ 20  | ナハネ 20 | ナハネフ 23 | ナロネ 21 | ナハネ 20 | ナハネ 20 | ナハネ 20 | ナハネ 20 | ナハネ 20 | ナハネフ 22 |

|         |           | 基本編成  | 基本編成  | 基本編成  | 基本編成 | 基本編成  | 基本編成    | 付属編成  | 付属編成  | 付属編成  | 付属編成  | 付属編成  |           |             |
| 号車    | 1         | 2         | 3         | 4         | 5        | 6         | 7           | 8         | 9         | 10        | 11        | 12        | 13        | 14          |
| カニ 21 | ナロネ 21 | ナハネ 20 | ナハネ 20 | ナハネ 20 | ナシ 20  | ナハネ 20 | ナハネフ 23 | ナロネ 21 | ナハネ 20 | ナハネ 20 | ナハネ 20 | ナハネ 20 | ナハネ 20 | ナハネフ 22 |

1972年（昭和47年）3月15日
同日改正により、東京 - 博多間の1往復が使用車両を変更。14系客車使用となった。
- （下り）1号・（上り）2号（東京 - 博多間）= 1968年10月1日の（下り）1号・（上り）2号と同編成。
- （下り）3号、（上り）1号（東京 - 下関間）= 1970年10月1日の（下り）3号・（上り）1号と同じ編成。
- （下り）2号、（上り）3号（東京 - 博多間）

| 表・編・話・歴・PJR・PJRN・C |             |           |           |           |          |           |           |             |             |           |           |           |           |             |
| 東京 → |             |           |           |           |          |           |           |             |             |           |           |           |           |             |
| \| 編成 \| 基本編成 \| 基本編成 \| 基本編成 \| 基本編成 \| 基本編成 \| 基本編成 \| 基本編成 \| 基本編成 \| 付属編成 \| 付属編成 \| 付属編成 \| 付属編成 \| 付属編成 \| 付属編成 \| \| -------- \| ----------- \| --------- \| --------- \| --------- \| -------- \| --------- \| --------- \| ----------- \| ----------- \| --------- \| --------- \| --------- \| --------- \| ----------- \| \| 号車 \| 1 \| 2 \| 3 \| 4 \| 5 \| 6 \| 7 \| 8 \| 9 \| 10 \| 11 \| 12 \| 13 \| 14 \| \| 座席種別 \| B \| A \| B \| B \| D \| B \| B \| B \| B \| B \| B \| B \| B \| B \| \| 形式 \| スハネフ 14 \| オロネ 14 \| オハネ 14 \| オハネ 14 \| オシ 14 \| オハネ 14 \| オハネ 14 \| スハネフ 14 \| スハネフ 14 \| オハネ 14 \| オハネ 14 \| オハネ 14 \| オハネ 14 \| スハネフ 14 \| |             |           |           |           |          |           |           |             |             |           |           |           |           |             |
| 座席種別 A=開放式A寝台 B=開放式3段B寝台 D=食堂車 |             |           |           |           |          |           |           |             |             |           |           |           |           |             |
| 編成 | 基本編成    | 基本編成  | 基本編成  | 基本編成  | 基本編成 | 基本編成  | 基本編成  | 基本編成    | 付属編成    | 付属編成  | 付属編成  | 付属編成  | 付属編成  | 付属編成    |
| 号車 | 1           | 2         | 3         | 4         | 5        | 6         | 7         | 8           | 9           | 10        | 11        | 12        | 13        | 14          |
| 座席種別 | B           | A         | B         | B         | D        | B         | B         | B           | B           | B         | B         | B         | B         | B           |
| 形式 | スハネフ 14 | オロネ 14 | オハネ 14 | オハネ 14 | オシ 14  | オハネ 14 | オハネ 14 | スハネフ 14 | スハネフ 14 | オハネ 14 | オハネ 14 | オハネ 14 | オハネ 14 | スハネフ 14 |

| 編成     | 基本編成    | 基本編成  | 基本編成  | 基本編成  | 基本編成 | 基本編成  | 基本編成  | 基本編成    | 付属編成    | 付属編成  | 付属編成  | 付属編成  | 付属編成  | 付属編成    |
| -------- | ----------- | --------- | --------- | --------- | -------- | --------- | --------- | ----------- | ----------- | --------- | --------- | --------- | --------- | ----------- |
| 号車     | 1           | 2         | 3         | 4         | 5        | 6         | 7         | 8           | 9           | 10        | 11        | 12        | 13        | 14          |
| 座席種別 | B           | A         | B         | B         | D        | B         | B         | B           | B           | B         | B         | B         | B         | B           |
| 形式     | スハネフ 14 | オロネ 14 | オハネ 14 | オハネ 14 | オシ 14  | オハネ 14 | オハネ 14 | スハネフ 14 | スハネフ 14 | オハネ 14 | オハネ 14 | オハネ 14 | オハネ 14 | スハネフ 14 |

| 列車名                               | 基本編成          | 付属編成            |
| ------------------------------------ | ----------------- | ------------------- |
| 「さくら」                           | 東京駅 - 長崎駅間 | 東京駅 - 佐世保駅間 |
| 「あさかぜ（下り）2号・（上り）3号」 | 東京駅 - 博多駅間 | 東京駅 - 下関駅間   |
| 「みずほ」                           | 東京駅 - 熊本駅間 | 東京駅 - 熊本駅間   |

1972年（昭和47年）7月15日
品川客車区所属20系客車の編成改変に伴い、「あさかぜ」（下り）1号・（上り）2号の組成を変更。
この際、開放型寝台と個室寝台の合造車であるナロネ22形車両を「あさかぜ」（下り）1号・（上り）2号に集中させる形となった。これにより従前より、寝台車を含め一等車 → A寝台・グリーン車で構成される割合が高かった「あさかぜ（下り）1号・（上り）2号」の編成の豪華さが際だつようになり、殊に個室寝台の割合が上がった。
これ以降、「はやぶさ」「富士」「出雲」に24系客車が投入されるまでの間、東京発着のブルートレインに変更がないことから、この編成がいわゆる「殿様あさかぜ」の最終形とされる。
なお、（下り）3号・（上り）1号（東京 - 下関間）、（下り）2号・（上り）3号（東京 - 博多間）の編成については変更がなかった。
| |          |          |          |          |          |          |        |        |          |          |          |          |          |            |
| ← 博多東京 → |          |          |          |          |          |          |        |        |          |          |          |          |          |            |
| \| \| \| \| \| \| \| \| \| \| \| \| \| \| \| \| \| 号車 \| 1 \| 2 \| 3 \| 4 \| 5 \| 6 \| 7 \| 8 \| 9 \| 10 \| 11 \| 12 \| 13 \| 14 \| \| カニ21 \| ナロネ20 \| ナロネ22 \| ナロネ22 \| ナロネ22 \| ナロネ21 \| ナハネ20 \| ナロ20 \| ナシ20 \| ナハネ20 \| ナハネ20 \| ナハネ20 \| ナハネ20 \| ナハネ20 \| ナハネフ22 \| |          |          |          |          |          |          |        |        |          |          |          |          |          |            |
| |          |          |          |          |          |          |        |        |          |          |          |          |          |            |
| |          |          |          |          |          |          |        |        |          |          |          |          |          |            |
| 号車 | 1        | 2        | 3        | 4        | 5        | 6        | 7      | 8      | 9        | 10       | 11       | 12       | 13       | 14         |
| カニ21 | ナロネ20 | ナロネ22 | ナロネ22 | ナロネ22 | ナロネ21 | ナハネ20 | ナロ20 | ナシ20 | ナハネ20 | ナハネ20 | ナハネ20 | ナハネ20 | ナハネ20 | ナハネフ22 |

|        |          |          |          |          |          |          |        |        |          |          |          |          |          |            |
| 号車   | 1        | 2        | 3        | 4        | 5        | 6        | 7      | 8      | 9        | 10       | 11       | 12       | 13       | 14         |
| カニ21 | ナロネ20 | ナロネ22 | ナロネ22 | ナロネ22 | ナロネ21 | ナハネ20 | ナロ20 | ナシ20 | ナハネ20 | ナハネ20 | ナハネ20 | ナハネ20 | ナハネ20 | ナハネフ22 |

### 1975年以降
1975年（昭和50年）3月10日
山陽新幹線博多駅乗り入れ。
これに伴い、「あさかぜ」（下り）2号・（上り）3号は廃止。
また、「あさかぜ」（下り）1号・（上り）2号は従来の編成を大幅に変更し、下関発着であった「あさかぜ」（下り）2号・（上り）1号の編成も変更。これによりいわゆる「殿様あさかぜ」はピリオドを打った。
| |          |          |          |          |          |        |            |          |          |          |          |          |          |            |
| ← 博多東京 → |          |          |          |          |          |        |            |          |          |          |          |          |          |            |
| \| \| \| \| \| \| \| \| \| \| \| \| \| \| \| \| \| 号車 \| 1 \| 2 \| 3 \| 4 \| 5 \| 6 \| 7 \| 8 \| 9 \| 10 \| 11 \| 12 \| 13 \| 14 \| \| カニ21 \| ナロネ22 \| ナロネ22 \| ナロネ21 \| ナハネ20 \| ナハネ20 \| ナシ20 \| ナハネフ23 \| ナハネ20 \| ナハネ20 \| ナハネ20 \| ナハネ20 \| ナハネ20 \| ナハネ20 \| ナハネフ22 \| |          |          |          |          |          |        |            |          |          |          |          |          |          |            |
| 東京 - 博多間で運行 |          |          |          |          |          |        |            |          |          |          |          |          |          |            |
| |          |          |          |          |          |        |            |          |          |          |          |          |          |            |
| 号車 | 1        | 2        | 3        | 4        | 5        | 6      | 7          | 8        | 9        | 10       | 11       | 12       | 13       | 14         |
| カニ21 | ナロネ22 | ナロネ22 | ナロネ21 | ナハネ20 | ナハネ20 | ナシ20 | ナハネフ23 | ナハネ20 | ナハネ20 | ナハネ20 | ナハネ20 | ナハネ20 | ナハネ20 | ナハネフ22 |

|        |          |          |          |          |          |        |            |          |          |          |          |          |          |            |
| 号車   | 1        | 2        | 3        | 4        | 5        | 6      | 7          | 8        | 9        | 10       | 11       | 12       | 13       | 14         |
| カニ21 | ナロネ22 | ナロネ22 | ナロネ21 | ナハネ20 | ナハネ20 | ナシ20 | ナハネフ23 | ナハネ20 | ナハネ20 | ナハネ20 | ナハネ20 | ナハネ20 | ナハネ20 | ナハネフ22 |

| 表・編・話・歴・PJR・PJRN・C |           |           |           |           |          |           |             |           |           |           |           |           |             |  |
| ← 下関・宇野東京 → |           |           |           |           |          |           |             |           |           |           |           |           |             |  |
| \| \| \| 基本編成 \| 基本編成 \| 基本編成 \| 基本編成 \| 基本編成 \| 基本編成 \| 付属編成 \| 付属編成 \| 付属編成 \| 付属編成 \| 付属編成 \| \| \| \| 号車 \| 1 \| 2 \| 3 \| 4 \| 5 \| 6 \| 7 \| 8 \| 10 \| 11 \| 12 \| 13 \| 14 \| \| \| カニ 21 \| ナロネ 21 \| ナハネ 20 \| ナハネ 20 \| ナハネ 20 \| ナシ 20 \| ナハネ 20 \| ナハネフ 23 \| ナロネ 21 \| ナハネ 20 \| ナハネ 20 \| ナハネ 20 \| ナハネ 20 \| ナハネフ 22 \| \| |           |           |           |           |          |           |             |           |           |           |           |           |             |  |
| - 所属区：基本編成＝下関運転所、付属編成＝広島運転所 - 「あさかぜ（下り）2号・（上り）1号」は付属編成を東京駅 - 広島駅間連結 - 「瀬戸」は全区間付属編成連結、5号車は営業休止 |           |           |           |           |          |           |             |           |           |           |           |           |             |  |
| |           | 基本編成  | 基本編成  | 基本編成  | 基本編成 | 基本編成  | 基本編成    | 付属編成  | 付属編成  | 付属編成  | 付属編成  | 付属編成  |             |  |
| 号車 | 1         | 2         | 3         | 4         | 5        | 6         | 7           | 8         | 10        | 11        | 12        | 13        | 14          |  |
| カニ 21 | ナロネ 21 | ナハネ 20 | ナハネ 20 | ナハネ 20 | ナシ 20  | ナハネ 20 | ナハネフ 23 | ナロネ 21 | ナハネ 20 | ナハネ 20 | ナハネ 20 | ナハネ 20 | ナハネフ 22 |  |

|         |           | 基本編成  | 基本編成  | 基本編成  | 基本編成 | 基本編成  | 基本編成    | 付属編成  | 付属編成  | 付属編成  | 付属編成  | 付属編成  |             |  |
| 号車    | 1         | 2         | 3         | 4         | 5        | 6         | 7           | 8         | 10        | 11        | 12        | 13        | 14          |  |
| カニ 21 | ナロネ 21 | ナハネ 20 | ナハネ 20 | ナハネ 20 | ナシ 20  | ナハネ 20 | ナハネフ 23 | ナロネ 21 | ナハネ 20 | ナハネ 20 | ナハネ 20 | ナハネ 20 | ナハネフ 22 |  |

1977年（昭和52年）10月1日
「あさかぜ」（下り）2号・（上り）1号に24系25形を導入。編成を共用している「瀬戸」と同じく東京発着としては初めてB寝台のみのモノクラス編成で運行する。
また、「あさかぜ」（下り）1号・（上り）2号が東京発着では最後の20系使用の特急列車となる。
| |          |          |          |          |          |        |            |          |          |          |          |          |          |            |
| ← 博多東京 → |          |          |          |          |          |        |            |          |          |          |          |          |          |            |
| \| \| \| \| \| \| \| \| \| \| \| \| \| \| \| \| \| 号車 \| 1 \| 2 \| 3 \| 4 \| 5 \| 6 \| 7 \| 8 \| 9 \| 10 \| 11 \| 12 \| 13 \| 14 \| \| カニ21 \| ナロネ22 \| ナロネ21 \| ナハネ20 \| ナハネ20 \| ナハネ20 \| ナシ20 \| ナハネフ23 \| ナハネ20 \| ナハネ20 \| ナハネ20 \| ナハネ20 \| ナハネ20 \| ナハネ20 \| ナハネフ22 \| |          |          |          |          |          |        |            |          |          |          |          |          |          |            |
| 東京 - 博多間で運行され、20系「あさかぜ」最終形となった。 なお、最終日であった1978年（昭和53年）1月31日の「あさかぜ」（下り）1号の2号車はナロネ21を連結せず、ナロネ22とした。 |          |          |          |          |          |        |            |          |          |          |          |          |          |            |
| |          |          |          |          |          |        |            |          |          |          |          |          |          |            |
| 号車 | 1        | 2        | 3        | 4        | 5        | 6      | 7          | 8        | 9        | 10       | 11       | 12       | 13       | 14         |
| カニ21 | ナロネ22 | ナロネ21 | ナハネ20 | ナハネ20 | ナハネ20 | ナシ20 | ナハネフ23 | ナハネ20 | ナハネ20 | ナハネ20 | ナハネ20 | ナハネ20 | ナハネ20 | ナハネフ22 |

|        |          |          |          |          |          |        |            |          |          |          |          |          |          |            |
| 号車   | 1        | 2        | 3        | 4        | 5        | 6      | 7          | 8        | 9        | 10       | 11       | 12       | 13       | 14         |
| カニ21 | ナロネ22 | ナロネ21 | ナハネ20 | ナハネ20 | ナハネ20 | ナシ20 | ナハネフ23 | ナハネ20 | ナハネ20 | ナハネ20 | ナハネ20 | ナハネ20 | ナハネ20 | ナハネフ22 |

| 表・編・話・歴・PJR・PJRN・C |                        |                        |                        |                        |                        |                        |                        |                        |                        |                        |                        |                        |                        |                        |
| 「あさかぜ」（下り）2号・（上り）1号→「あさかぜ」3・2号／「瀬戸」 |                        |                        |                        |                        |                        |                        |                        |                        |                        |                        |                        |                        |                        |                        |
| ← 下関・宇野・高松東京 → |                        |                        |                        |                        |                        |                        |                        |                        |                        |                        |                        |                        |                        |                        |
| \| 編成 \| 基本編成（下関運転所） \| 基本編成（下関運転所） \| 基本編成（下関運転所） \| 基本編成（下関運転所） \| 基本編成（下関運転所） \| 基本編成（下関運転所） \| 基本編成（下関運転所） \| 基本編成（下関運転所） \| 付属編成（広島運転所） \| 付属編成（広島運転所） \| 付属編成（広島運転所） \| 付属編成（広島運転所） \| 付属編成（広島運転所） \| 付属編成（広島運転所） \| \| -------- \| ---------------------- \| ---------------------- \| ---------------------- \| ---------------------- \| ---------------------- \| ---------------------- \| ---------------------- \| ---------------------- \| ---------------------- \| ---------------------- \| ---------------------- \| ---------------------- \| ---------------------- \| ---------------------- \| \| 号車 \| \| 1 \| 2 \| 3 \| 4 \| 5 \| 6 \| 7 \| 8 \| 9 \| 10 \| 11 \| 12 \| 13 \| \| 座席種別 \| EG/C \| B \| B \| B \| B \| B \| B \| B \| B \| B \| B \| B \| B \| B \| \| 客車形式 \| カニ 24 \| オハネフ 25 \| オハネ 25 \| オハネ 25 \| オハネ 25 \| オハネ 25 \| オハネ 25 \| オハネフ 25 \| オハネフ 25 \| オハネ 25 \| オハネ 25 \| オハネ 25 \| オハネ 25 \| オハネフ 25 \| |                        |                        |                        |                        |                        |                        |                        |                        |                        |                        |                        |                        |                        |                        |
| - 座席種別記号：B=2段式開放B寝台、EG/C=電源・荷物合造車 - 「あさかぜ（下り）2号・（上り）1号」→「あさかぜ3・2号」は付属編成を東京駅 - 広島駅間連結 - 「瀬戸」は全区間連結 |                        |                        |                        |                        |                        |                        |                        |                        |                        |                        |                        |                        |                        |                        |
| 編成 | 基本編成（下関運転所） | 基本編成（下関運転所） | 基本編成（下関運転所） | 基本編成（下関運転所） | 基本編成（下関運転所） | 基本編成（下関運転所） | 基本編成（下関運転所） | 基本編成（下関運転所） | 付属編成（広島運転所） | 付属編成（広島運転所） | 付属編成（広島運転所） | 付属編成（広島運転所） | 付属編成（広島運転所） | 付属編成（広島運転所） |
| 号車 |                        | 1                      | 2                      | 3                      | 4                      | 5                      | 6                      | 7                      | 8                      | 9                      | 10                     | 11                     | 12                     | 13                     |
| 座席種別 | EG/C                   | B                      | B                      | B                      | B                      | B                      | B                      | B                      | B                      | B                      | B                      | B                      | B                      | B                      |
| 客車形式 | カニ 24                | オハネフ 25            | オハネ 25              | オハネ 25              | オハネ 25              | オハネ 25              | オハネ 25              | オハネフ 25            | オハネフ 25            | オハネ 25              | オハネ 25              | オハネ 25              | オハネ 25              | オハネフ 25            |

1978年（昭和53年）2月1日
「あさかぜ」（下り）1号・（上り）2号に24系25形を導入。ただし、「はやぶさ」・「富士」・「出雲」と同じく個室A寝台・食堂車を連結した編成内容となる。電源車のカニ24形は0番台と100番台が品川に配置されていたが、「あさかぜ」はほぼ原則的に100番台が充当され、0番台は「富士」「はやぶさ」「出雲」への100番台の充当よりも少なく、散発的なものにとどまった。
|          | 基本編成 | 基本編成  | 基本編成  | 基本編成  | 基本編成  | 基本編成  | 基本編成    | 付属編成A   | 付属編成A | 付属編成A | 付属編成A | 付属編成A   | 付属編成B | 付属編成B   |
| 号車     | EG/C     | 1         | 2         | 3         | 4         | 5         | 6           | 7           | 8         | 9         | 10        | 11          | 12        | 13          |
| 座席種別 | EG/C     | A1        | B         | B         | B         | B         | B           | B           | D         | B         | B         | B           | B         | B           |
| 客車形式 | カニ 24  | オロネ 25 | オハネ 25 | オハネ 25 | オハネ 25 | オハネ 25 | オハネフ 25 | オハネフ 25 | オシ 24   | オハネ 25 | オハネ 25 | オハネフ 25 | オハネ 25 | オハネフ 25 |

| 列車名             | 基本編成                                 | 付属編成            | 付属編成          | 備考 |
| 列車名             | 基本編成                                 | A                   | B                 | 備考 |
| ------------------ | ---------------------------------------- | ------------------- | ----------------- | --- |
| 「はやぶさ」       | 東京駅 - 西鹿児島駅間 （鹿児島本線経由） | 東京駅 - 熊本駅間   | 東京駅 - 熊本駅間 | - 1985年3月14日より8 - 9号車にロビーカーを連結。ロビーカーを9号車とし、以降1両ずつ号車番号を増やす。                                                                   |
| 「富士」           | 東京駅 - 西鹿児島駅間 （日豊本線経由）   | 東京駅 - 大分駅間   | 東京駅 - 大分駅間 | - 1980年10月1日より運行区間を東京駅 - 宮崎駅間に短縮。 - 1986年3月より4号車を2段式開放B寝台（オハネ25形）から4人用B個室寝台「カルテット」（オハネ24形700番台）に変更。 |
| 「あさかぜ1・4号」 | 東京駅 - 博多駅間                        | 東京駅 - 博多駅間   | 東京駅 - 博多駅間 | |
| 「出雲」           | 東京駅 - 浜田駅間                        | 東京駅 - 出雲市駅間 | 不連結            | - 1978年10月1日より列車名が「出雲1・4号」に変更。 |

1986年（昭和61年）11月
「あさかぜ」1・4号の編成を変更。
「あさかぜ」2・3号については、国鉄時代の間は1977年（昭和52年）10月1日改正時の編成のままで推移した。
| 号車     |                | 1                  | 2         | 3         | 4                | 5                | 6       | 7         | 8           | 9         | 10        | 11        | 12        | 13        | 14          |
| 座席種別 | EG/C           | B                  | B         | B         | B4               | A1               | D       | B         | B           | B         | B         | B         | B         | B         | B           |
| 客車形式 | カニ24 100番台 | オハネフ25 100番台 | オハネ 25 | オハネ 25 | オハネ24 700番台 | オロネ25 700番台 | オシ 24 | オハネ 25 | オハネフ 25 | オハネ 25 | オハネ 25 | オハネ 25 | オハネ 25 | オハネ 25 | オハネフ 25 |

| A1=1人用個室A寝台「シングルデラックス」 B=開放式B寝台 B4=4人用個室B寝台「カルテット」       | EG/C=電源・荷物合造車 D=食堂車 |
| - なお、食堂車「オシ24形」は1986年（昭和61年）12月中旬より改造。「オシ24形700番台」となる。 |                                |

### JR化以降の編成
1987年（昭和62年） 国鉄分割民営化
これに際して、JR東日本受け持ちの「あさかぜ」1・4号にグレードアップが施される。この際、塗色を変更。全車両金帯化。
| あさかぜ 1・4号 |                |                    |           |           |                  |                  |                  |                |             |           |           |           |           |           |             |
| ← 博多東京 → |                |                    |           |           |                  |                  |                  |                |             |           |           |           |           |           |             |
| \| 号車 \| EG/C \| 1 \| 2 \| 3 \| 4 \| 5 \| 6 \| 7 \| 8 \| 9 \| 10 \| 11 \| 12 \| 13 \| 14 \| \| 座席種別 \| EG/C \| B \| B \| B \| B4 \| A1 \| B2 \| D \| B \| B \| B \| B \| B \| B \| B \| \| 客車形式 \| カニ24 100番台 \| オハネフ25 100番台 \| オハネ 25 \| オハネ 25 \| オハネ24 700番台 \| オロネ25 700番台 \| スハネ25 700番台 \| オシ24 700番台 \| オハネフ 25 \| オハネ 25 \| オハネ 25 \| オハネ 25 \| オハネ 25 \| オハネ 25 \| オハネフ 25 \| |                |                    |           |           |                  |                  |                  |                |             |           |           |           |           |           |             |
| 記号凡例 - EG/C=電源・荷物合造車（号車番号なし） - A1=1人用個室A寝台「シングルデラックス」 - B=開放式B寝台 - B2=2人用個室B寝台「デュエット」（ミニロビー・シャワー室付） - B4=4人用個室B寝台「カルテット」 - D=食堂車 |                |                    |           |           |                  |                  |                  |                |             |           |           |           |           |           |             |
| 号車 | EG/C           | 1                  | 2         | 3         | 4                | 5                | 6                | 7              | 8           | 9         | 10        | 11        | 12        | 13        | 14          |
| 座席種別 | EG/C           | B                  | B         | B         | B4               | A1               | B2               | D              | B           | B         | B         | B         | B         | B         | B           |
| 客車形式 | カニ24 100番台 | オハネフ25 100番台 | オハネ 25 | オハネ 25 | オハネ24 700番台 | オロネ25 700番台 | スハネ25 700番台 | オシ24 700番台 | オハネフ 25 | オハネ 25 | オハネ 25 | オハネ 25 | オハネ 25 | オハネ 25 | オハネフ 25 |

1990年（平成2年）
JR西日本受け持ちの「あさかぜ」3・2号についても、アップグレードを行う。
| 編成     | 基本編成           | 基本編成  | 基本編成         | 基本編成       | 基本編成  | 基本編成  | 基本編成    | 付属編成    | 付属編成  | 付属編成  | 付属編成  | 付属編成  | 付属編成    |
| 号車     | 1                  | 2         | 3                | 4              | 5         | 6         | 7           | 8           | 9         | 10        | 11        | 12        | 13          |
| 座席種別 | CB                 | B         | A1               | LEG            | B         | B         | B           | B           | B         | B         | B         | B         | B           |
| 客車形式 | オハネフ25 300番台 | オハネ 25 | オロネ25 300番台 | スハ25 300番台 | オハネ 25 | オハネ 25 | オハネフ 25 | オハネフ 25 | オハネ 25 | オハネ 25 | オハネ 25 | オハネ 25 | オハネフ 25 |

| 編成     | 基本編成       | 基本編成    | 基本編成  | 基本編成         | 基本編成       | 基本編成  | 基本編成  | 基本編成    | 付属編成    | 付属編成  | 付属編成  | 付属編成  | 付属編成  | 付属編成    |
| 号車     | EGC            | 1           | 2         | 3                | 4              | 5         | 6         | 7           | 8           | 9         | 10        | 11        | 12        | 13          |
| 座席種別 | EGC            | B           | B         | A1               | L              | B         | B         | B           | B           | B         | B         | B         | B         | B           |
| 客車形式 | カニ24 100番台 | オハネフ 25 | オハネ 25 | オロネ25 300番台 | オハ25 300番台 | オハネ 25 | オハネ 25 | オハネフ 25 | オハネフ 25 | オハネ 25 | オハネ 25 | オハネ 25 | オハネ 25 | オハネフ 25 |

1994年（平成6年）
「あさかぜ」1・4号廃止。「あさかぜ」下関発着1往復のみが定期列車として存続。
| 編成     | 基本編成       | 基本編成 | 基本編成     | 基本編成   | 基本編成 | 基本編成 | 基本編成   | 基本編成 | 基本編成   | 付属編成 | 付属編成 | 付属編成 | 付属編成   |
| 号車     | 1              | 2        | 3            | 4          | 5        | 6        | 7          | 8        | 9          | 10       | 11       | 12       | 13         |
| 座席     | CB             | B        | A1           | LEG        | B        | B        | B          | B        | B          | B        | B        | B        | B          |
| 客車形式 | オハネフ25-300 | オハネ25 | オロネ25-300 | スハ25-300 | オハネ25 | オハネ25 | オハネフ25 | オハネ25 | オハネフ25 | オハネ25 | オハネ25 | オハネ25 | オハネフ25 |

| 編成     | 基本編成   | 基本編成   | 基本編成 | 基本編成     | 基本編成   | 基本編成 | 基本編成 | 基本編成   | 基本編成 | 基本編成   | 付属編成 | 付属編成 | 付属編成 | 付属編成   |
| 号車     | （電源車） | 1          | 2        | 3            | 4          | 5        | 6        | 7          | 8        | 9          | 10       | 11       | 12       | 13         |
| 座席     | EGC        | B          | B        | A1           | L          | B        | B        | B          | B        | B          | B        | B        | B        | B          |
| 客車形式 | カニ24-100 | オハネフ25 | オハネ25 | オロネ25-300 | オハ25-300 | オハネ25 | オハネ25 | オハネフ25 | オハネ25 | オハネフ25 | オハネ25 | オハネ25 | オハネ25 | オハネフ25 |

2005年（平成17年）
2月28日をもって「あさかぜ」廃止。
| 編成     | 基本編成：東京 → 下関間        | 基本編成：東京 → 下関間        | 基本編成：東京 → 下関間        | 基本編成：東京 → 下関間        | 基本編成：東京 → 下関間        | 基本編成：東京 → 下関間        | 基本編成：東京 → 下関間        | 付属編成：東京 → 下関間        | 付属編成：東京 → 下関間        | 付属編成：東京 → 下関間        | 付属編成：東京 → 下関間        | 付属編成：東京 → 下関間        | 付属編成：東京 → 下関間        |
| 所属     | 下関地域鉄道部                 | 下関地域鉄道部                 | 下関地域鉄道部                 | 下関地域鉄道部                 | 下関地域鉄道部                 | 下関地域鉄道部                 | 下関地域鉄道部                 | 下関地域鉄道部                 | 下関地域鉄道部                 | 下関地域鉄道部                 | 下関地域鉄道部                 | 下関地域鉄道部                 | 下関地域鉄道部                 |
| 号車     | 1                              | 2                              | 3                              | 4                              | 5                              | 6                              | 7                              | 8                              | 9                              | 10                             | 11                             | 12                             | 13                             |
| 客車形式 | オハネフ25 302                 | オハネ25 186                   | オハネ25 304                   | スハ25 301                     | オハネ25 188                   | オハネ25 195                   | オハネフ25 139                 | オハネ25 165                   | オハネ25 163                   | オハネ25 187                   | オハネ25 162                   | オハネ25 205                   | オハネフ25 140                 |
| 機関車   | 東京 → 下関間：EF66 42（下関） | 東京 → 下関間：EF66 42（下関） | 東京 → 下関間：EF66 42（下関） | 東京 → 下関間：EF66 42（下関） | 東京 → 下関間：EF66 42（下関） | 東京 → 下関間：EF66 42（下関） | 東京 → 下関間：EF66 42（下関） | 東京 → 下関間：EF66 42（下関） | 東京 → 下関間：EF66 42（下関） | 東京 → 下関間：EF66 42（下関） | 東京 → 下関間：EF66 42（下関） | 東京 → 下関間：EF66 42（下関） | 東京 → 下関間：EF66 42（下関） |

| 編成     | 基本編成：下関 → 東京間        | 基本編成：下関 → 東京間        | 基本編成：下関 → 東京間        | 基本編成：下関 → 東京間        | 基本編成：下関 → 東京間        | 基本編成：下関 → 東京間        | 基本編成：下関 → 東京間        | 付属編成：下関 → 東京間        | 付属編成：下関 → 東京間        | 付属編成：下関 → 東京間        | 付属編成：下関 → 東京間        | 付属編成：下関 → 東京間        | 付属編成：下関 → 東京間        |
| 所属     | 下関地域鉄道部                 | 下関地域鉄道部                 | 下関地域鉄道部                 | 下関地域鉄道部                 | 下関地域鉄道部                 | 下関地域鉄道部                 | 下関地域鉄道部                 | 下関地域鉄道部                 | 下関地域鉄道部                 | 下関地域鉄道部                 | 下関地域鉄道部                 | 下関地域鉄道部                 | 下関地域鉄道部                 |
| 号車     | 1                              | 2                              | 3                              | 4                              | 5                              | 6                              | 7                              | 8                              | 9                              | 10                             | 11                             | 12                             | 13                             |
| 客車形式 | オハネフ25 301                 | オハネ25 192                   | オロネ25 302                   | スハ25 302                     | オハネ25 171                   | オハネ25 170                   | オハネフ25 150                 | オハネ25 200                   | オハネ25 197                   | オハネ25 194                   | オハネ25 199                   | オハネ25 168                   | オハネフ25 137                 |
| 機関車   | 下関 → 東京間：EF66 46（下関） | 下関 → 東京間：EF66 46（下関） | 下関 → 東京間：EF66 46（下関） | 下関 → 東京間：EF66 46（下関） | 下関 → 東京間：EF66 46（下関） | 下関 → 東京間：EF66 46（下関） | 下関 → 東京間：EF66 46（下関） | 下関 → 東京間：EF66 46（下関） | 下関 → 東京間：EF66 46（下関） | 下関 → 東京間：EF66 46（下関） | 下関 → 東京間：EF66 46（下関） | 下関 → 東京間：EF66 46（下関） | 下関 → 東京間：EF66 46（下関） |

### 廃止後の車両
- 車両の50両ほどがタイに無償提供され運行している。
- 20系客車の一部は鉄道博物館に展示されていて、見ることが可能である。

## 戦後における東京対山陽地方・福岡県優等列車沿革
- 1947年（昭和22年）4月：東京 - 門司間に夜行急行列車5・8列車運行開始。
- 1948年（昭和23年）7月1日：東京 - 広島間に呉線経由の臨時急行列車2003・2004列車を運行開始。
- 1949年（昭和24年）9月15日：東京 - 姫路間を運行する夜行急行列車41・44列車運行開始。
- 1950年（昭和25年）
  - 5月11日：急行41・44列車を呉線経由で広島駅まで運行区間を延長。同時に列車番号を22・23列車に改める。
  - 10月1日：22・23列車に宇野線宇野発着編成を東京 - 岡山間で連結。現在の「サンライズ瀬戸」に相当する列車となった。また、急行5・8列車の運行区間を東京 - 博多間とし、列車番号を37・38列車に変更する。
  - 11月8日：急行列車に列車名を与えることとなり、以下の列車に列車愛称が与えられた。
    - 東京 - 博多間を運行する急行37・38列車：「筑紫」（つくし）
    - 東京 - 広島間を運行する急行22・23列車：「安芸」（あき）
      - 「安芸」の名称については、それ以前にも広島鉄道管理局独自で「ひばり」の愛称がこの列車に付けられていたが、「鳥類の愛称は特急に付ける」ことを原則としていたため、本社の指導で変更させられた。
- 1951年（昭和26年）9月15日：「安芸」の宇野発着編成を分離独立、「瀬戸」とする。
- 1952年（昭和27年）9月1日：大阪 - 博多間運行の臨時急行列車が定期列車に格上げられ、「げんかい」と命名。
- 1953年（昭和28年）
  - 3月15日：ダイヤ改正の伴い、以下のように変更。
    1. 「げんかい」、東京 - 大阪間を延長し、東京 - 博多間の列車とする。
    2. 「筑紫」の運行区間を鹿児島本線経由東京 - 鹿児島間とする。
      - なお、この列車はこちらにもあるとおり、東海道本線・鹿児島本線を2夜行運行として東京 - 鹿児島間を運行するダイヤとして運行された。

  - 6月20日：「げんかい」に食堂車を連結。
- 1954年（昭和29年）10月1日：急行「阿蘇」の混雑を解消するため、同列車の東京 - 門司間で併結していた「高千穂」の併結相手を、「げんかい」に改める。
- 1955年（昭和30年）7月1日：「げんかい」の表記を漢字書きの「玄海」に変更。
- 1956年（昭和31年）
  - 4月1日：「玄海」に三等寝台車を連結開始。
  - 11月19日：このときのダイヤ改正により以下のように変更。
  - 寝台特急「あさかぜ」運行開始。
  - 東京 - 佐世保間を運行していた「早鞆」（はやとも）の博多以西を廃止し、「筑紫」を運行開始。この際、従来東海道本線・鹿児島本線を2夜行運行として東京 - 鹿児島間を運行していた「筑紫」の名称を「さつま」に変更。
  - 東京 - 博多間運行の急行「玄海」の運行区間を変更。京都 - 博多間の夜行急行列車とした。 → 詳細は山陽本線優等列車沿革・「あかつき」の沿革を参照されたい。
- 1962年（昭和37年）
  - 6月10日：同年5月12日に完成した三原 - 広島間電化に伴うダイヤ改正により、従来153系電車により東京 - 大阪間を運行していた夜行急行列車「第二よど」を広島駅まで延長。東京 - 広島間運行の夜行急行列車「第二宮島」（だいにみやじま）として運行開始。
  - 10月1日：「安芸」、寝台車主体の編成となる。
- 1964年（昭和39年）
  - 10月1日：東海道新幹線開業に伴うダイヤ改正に伴い、東海道本線夜行急行列車の再編を行う。それにより、以下のように変更。
    - 「第二宮島」、昼行の「第一宮島」ともども大阪 - 広島間運行となり、運行時間も変更となる。
    - 「筑紫」、運行区間を大阪 - 博多間とし、列車名を平仮名の「つくし」とする。
      - ともに以下は、山陽本線優等列車沿革を参照されたい。

  - 12月：東京 - 下関間を運行する臨時電車急行列車として「長州」（ちょうしゅう）が運行を開始する。
    - この列車は、修学旅行列車「わこうど」のダイヤを用い、車両自体も同列車に使用された167系電車を用いた。
- 1966年（昭和41年）3月25日：「長州」季節列車化。
- 1970年（昭和45年）10月1日：東京 - 広島間を呉線経由で運行されていた寝台急行列車「安芸」を格上げ統合。「あさかぜ」3往復体制となる。
- 1975年（昭和50年）3月10日：山陽新幹線博多駅開業によるダイヤ改正により、臨時急行「長州」を廃止。

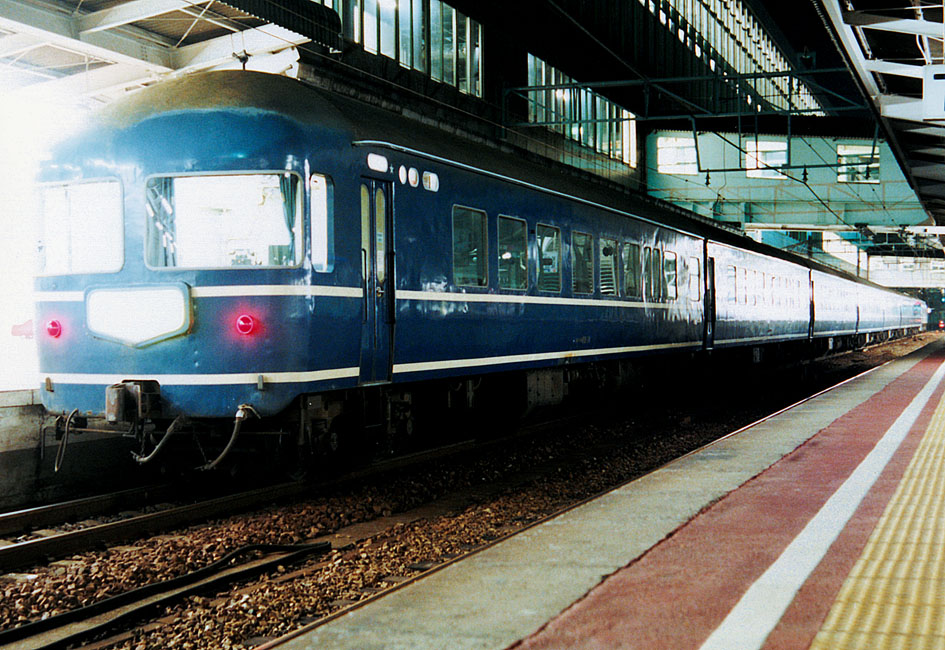
急行「玄海」
（1990年 岡山駅）

- 1990年（平成2年）：この頃から品川 - 博多間に臨時寝台急行「玄海」を運行開始。
  - もともと臨時寝台特急「あさかぜ81・82号」であったが、当時使用していた20系客車が老朽化していたため急行に格下げとなったものである。
- 1994年（平成6年）12月3日：臨時寝台急行「玄海」廃止。

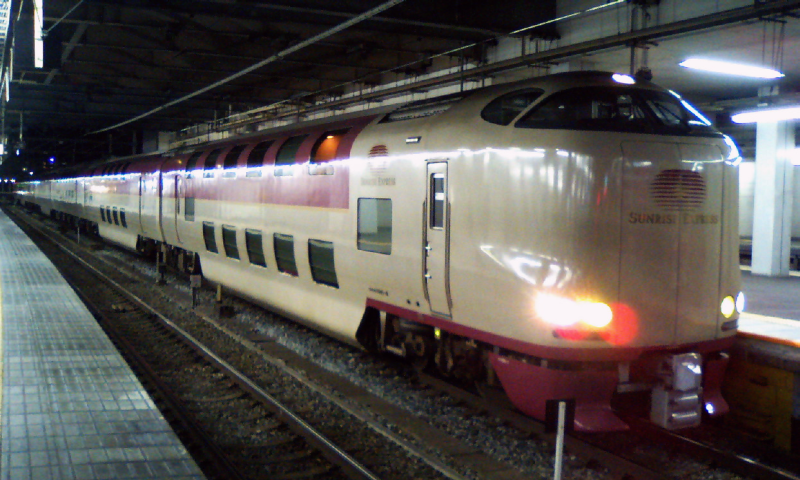
特急「サンライズゆめ」
（2007年 京都駅）

- 1998年（平成10年）：東京 - 岡山（下り）・下関（上り）間に臨時寝台特急「サンライズゆめ」を運行開始。
  - 285系電車の予備車を活用したもので、東京 - 大阪間は急行「銀河」のダイヤを流用していた。
- 2006年（平成18年）：この頃「サンライズゆめ」、上下とも東京 - 広島間の運転となる。
- 2008年（平成20年）8月16日：「サンサイズゆめ」の最後の運転[23]。これ以降一切設定されていない。
  - 予備車については寝台特急「サンライズ出雲」の臨時便に充てられている。